# Nastri d'argento 1983
La 38ª edizione dei Nastri d'argento si è svolta il 23 luglio 1983 a Taormina.

## Vincitori e candidati
I vincitori sono indicati in grassetto, a seguire gli altri candidati.

### Regista del miglior film
- Paolo e Vittorio Taviani - La notte di San Lorenzo
- Maurizio Ponzi - Io, Chiara e lo Scuro
- Ettore Scola - Il mondo nuovo

### Migliore regista esordiente
- Franco Piavoli - Il pianeta azzurro
- Francesco Laudadio - Grog
- Roberto Benigni - Tu mi turbi

### Miglior produttore
- Rai - per il complesso della produzione
- Renzo Rossellini

### Miglior soggetto originale
- Gianni Amelio - Colpire al cuore
- Francesco Nuti e Maurizio Ponzi - Io, Chiara e lo Scuro
- Paolo e Vittorio Taviani - La notte di San Lorenzo

### Migliore sceneggiatura
- Tonino Guerra, Giuliani G. De Negri, Paolo e Vittorio Taviani - La notte di San Lorenzo
- Michelangelo Antonioni e Tonino Guerra - Identificazione di una donna
- Ettore Scola e Sergio Amidei - Il mondo nuovo

### Migliore attrice protagonista
- Giuliana De Sio - Io, Chiara e lo Scuro
- Mariangela Melato - Il buon soldato
- Giuliana De Sio - Sciopèn

### Migliore attore protagonista
- Francesco Nuti - Io, Chiara e lo Scuro
- Marcello Mastroianni - Il mondo nuovo

### Migliore attore esordiente
- Fausto Rossi - Colpire al cuore

### Migliore attrice non protagonista
- Virna Lisi - Sapore di mare
- Laura Betti - Il mondo nuovo
- Lina Polito - Scusate il ritardo

### Migliore attore non protagonista
- Tino Schirinzi - Sciopèn
- Leo Gullotta - Spaghetti House
- Lello Arena - Scusate il ritardo

### Migliore musica
- Angelo Branduardi - State buoni se potete
- Armando Trovajoli - Il mondo nuovo
- Nicola Piovani - La notte di San Lorenzo

### Migliore fotografia
- Ennio Guarnieri - La traviata
- Franco Di Giacomo - La notte di San Lorenzo
- Carlo Di Palma - Identificazione di una donna

### Migliore scenografia
- Gianni Quaranta - La traviata
- Dante Ferretti - Il mondo nuovo
- Lucia Mirisola - State buoni se potete

### Migliori costumi
- Piero Tosi - La traviata
- Gabriella Pescucci - Il mondo nuovo

### Regista del miglior film straniero
- Richard Attenborough - Gandhi
- Costa-Gavras - Missing - Scomparso (Missing)
- Ridley Scott - Blade Runner

### Migliore regista di cortometraggio
- Aldo Bassan - Terra amara

### Miglior produttore di cortometraggi
- Ferdinando Zazzara - per il complesso della produzione

### Menzione speciale
- Riccardo Fellini - Quegli animali degli italiani